# Rävjunk

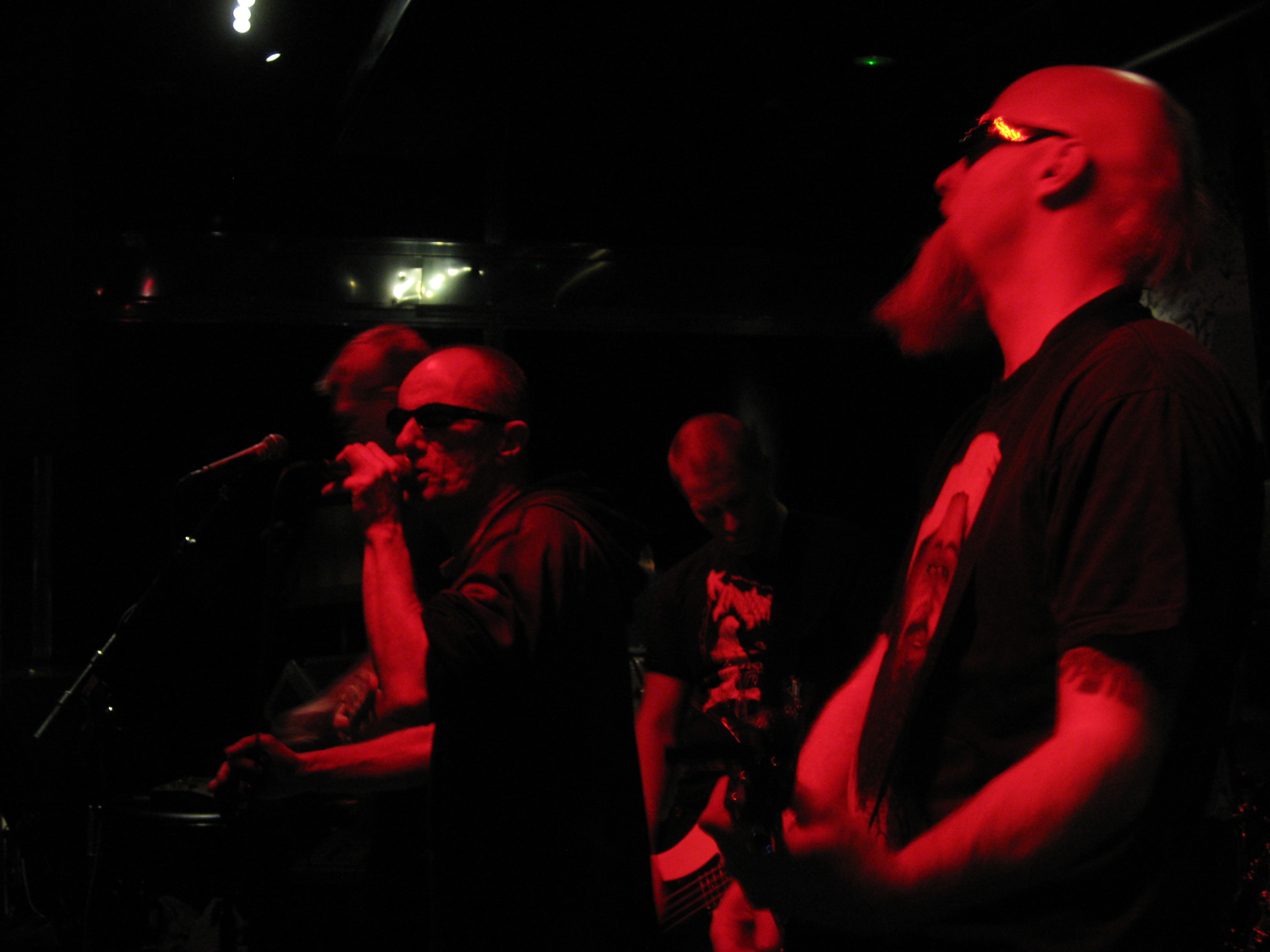
Rävjunk spelar i Stockholm 2010.

Rävjunk var ett punkband från Uppsala. Debutskivan Uppsala Stadshotell Brinner utgavs i 478 exemplar och har blivit ett samlarobjekt. Ett exemplar såldes 2006 på Ebay för 340 USD. Singeln "Bohman Bohman" uppmärksammades då den blev bannlyst på Sveriges Radio[källa behövs].
Bandet bildades under namnet Libbet Sväller och spelade inledningsvis mest Black Sabbath- och Jimi Hendrix-covers. 1977 blev det första albumet, "Uppsala Stadshotell brinner", klart och då under gruppnamnet Rävjunk. Skivan distribuerades privat, men blev ändå omnämnd i en del tidningar och fick även speltid i radion.
2008 startade gruppen om igen, efter flera år i träda, med ett flertal konserter. Rävjunk uppträdde bland annat på Uppsala progressive festival 2009. Peter Ericsons död sommaren 2016 blev början till slutet på bandet som gjorde sitt sista framträdande under våren 2017.

## Medlemmar
- Christer Lindahl - ”The Road Grader” Väghyveln, gitarr
- Sören ”Gilberth” Andersson, sång
- Peter Ericson - ”Farbror E”, trummor
- Lars-Erik ”Wilhelm” Wallin, bas
- Kenneth Sylwan munspel, gitarr
- Henrik Lind, gitarr

## Diskografi

### LP
1977 Uppsala stadshotell brinner, (nyutgåva 2016)

### Singlar
- 1979 Bohman, Bohman/All Along the Watchtower
- 1979 EP med Rävjunk, Skjut jultomten nu, Hans Lundin från Kaipa medverkar
- 1980 Ensam på scen/Maktens torn
- 1984 EP Bohman Bohman
- 1985 Samlings-EP Bohman, Bohman

### CD-utgåvor
- 2008 Uppsala stadshotellet brinner
- 2016 Uppsala stadshotell brinner igen med singlarna (som bonus).